# Polygordius schnederi
Polygordius schnederi är en ringmaskart som beskrevs av Langerhans 1881. Polygordius schnederi ingår i släktet Polygordius och familjen Polygordiidae. Inga underarter finns listade i Catalogue of Life.